# Мишкинис, Мотеюс
Моте́юс Мишки́нис (лит. Motiejus Miškinis; 8 января 1898, дер. Юкненай, Ковенская губерния — 3 марта 1974, дер. Юкненай, Литовская ССР) — литовский педагог, литературный критик и литературовед, переводчик; старший брат поэта, прозаика, переводчика Антанаса Мишкиниса.

## Биография
В 1915 году окончил гимназию в Даугавпилсе. Поступил в Московский университет, но Первая мировая война помешала закончить учёбу.
Добровольцем участвовал в боях за независимость Литвы. Работал на административной и дипломатической (секретарь консульства и вице-консул в Гамбурге) работе. В 1927 году (по другим сведениям в 1928 году) окончил факультет гуманитарных наук Литовского университета в Каунасе. В 1924—1931 годах работал учителем в Каунасе, Мариямполе, Расейняй.  Служил в Министерстве просвещения (1931—1940). Во время Второй мировой войны преподавал русскую литературу в Вильнюсском университете (1941—1943).
После войны обосновался в родных краях. В последние годы жизни преподавал французский язык в школе в деревне Юкненай и переводил русских классиков.
Похоронен в деревне Вайасишкис Зарасайского района.

## Творчество
В межвоенные годы редактировал журнал для школьников „Šviesos keliai“ (1931—1936), выступал в печати в качестве литературного критика и литературоведа. Статьи, отличавшиеся филологической эрудицирей, публиковал в газете «Литературос науенос» («Литературные новости»; „Literatūros naujienos“), в других изданиях („Darbai ir dienos“, „Šviesos keliai“, „Pjūvis“). Писал о творчестве Балиса Сруоги, Фаустаса Кирши, Винцаса Миколайтиса-Путинаса, Антанаса Венуолиса.
Выпустил книгу „Didžiųjų rašytojų siluetai“ («Силуэты великих писателей», 1936) о Ф. Р. Шатобриане, Байроне, Н. В. Гоголе, Ф. М. Достоевском, Л. Н. Толстом, позднее — учебник литовской литературы („Lietuvių literatūra“, 1939).
Перевёл поэму Н. В. Гоголя «Мёртвые души» (1938). Его перевод ознаменовал новый уровень развития литовского художественного перевода и выдержал не менее шести изданий.
Перевёл также роман Ф. М. Достоевского «Братья Карамазовы» (1960, второе издание литовского перевода — 1976) и произведения других русских классиков (Л. Н. Толстой, А. П. Чехов, И. А. Бунин, Л. Н. Андреев), также Максима Горького, Л. М. Леонова.